# Pier-Angelo Fiorentino
Pour les articles homonymes, voir Fiorentino.
Pier-Angelo Fiorentino, né à Naples le 30 mars 1811 et mort à Paris le 31 mai 1864, est un écrivain italien naturalisé français. 

## Biographie
Fiorentino est l'auteur de romans, de poèmes et de drames, dont La Fornarina et Il medico di Parma. Alexandre Dumas père, alors qu'il est à Naples, le pousse à s'installer à Paris et à l'aider dans la préparation d'ouvrages relatifs à la vie italienne. Jeanne de Naples est considéré comme la production exclusive de Fiorentino et non de Dumas et certains chercheurs lui attribuent la paternité du Comte de Monte-Cristo. 
Il étudie chez les jésuites puis à l'Université de Naples où il obtient un diplôme en droit. En 1831, il vulgarise certaines épîtres de Pétrarque avec Emidio Cappelli et Tommaso Gargallo et est un des fondateurs à Naples, avec Vincenzo Torelli, de la revue Omnibus. En 1833, il publie Le Cento Novelle, le poème Sergianni Caracciolo et le roman historique Le Corradino. Peu de temps après, s'ajoutent le recueil poétique Le sere d'autunno (1834), les Scene e costumi (1835) et le drame historique La Fornarina. Ce dernier, sorti en 1835, a été joué plusieurs fois au théâtre, tant à Naples qu'à Turin et s'avère controversé. 
Installé à Paris, il donne des cours d'italien et fonde le journal Il Bravo. En 1839, il écrit la préface de Jacques Ortis, traduction par Alexandre Dumas de Ultime lettere di Jacopo Ortis (it) de Ugo Foscolo. Par la suite, avec Dumas, il signe Crimes célèbres dans lequel apparaît l'une de ses histoires, Nisida, inspirée de l'île homonyme des îles Phlégréennes. Mais certains romans célèbres de Dumas lui ont également été attribués tels Jeanne de Naples, Ascanio (tiré de Il colosso di Marte, que Fiorentino avait publié dans Il Bravo) et Il Corricolo (publié en 4 volumes entre 1841 et 1843), ainsi que Le Comte de Monte-Cristo, publié en 1844.
En 1840, Fiorentino traduit en français La Divine Comédie de Dante, définie par de nombreux intellectuels et écrivains français, tels que Charles Baudelaire, Victor Hugo et Félicité Robert de Lamennais comme la meilleure traduction de l'œuvre de Dante jamais réalisée. Trois éditions de cet ouvrage sont réalisées - dont l'une, celle de 1861, enrichie de gravures de Gustave Doré -, toutes réimprimées de nombreuses fois. 
Fiorentino écrit aussi dans Le Corsaire et La Presse ainsi que dans Le Constitutionnel (1848-1849) et publie dans Le Moniteur universel sous le pseudonyme de A. de Rovray (1852-1855). 
Ami de Théophile Gautier, chevalier de la Légion d'honneur, il meurt à Paris le 31 mai 1864. Son corps est ramené à Naples où il est enterré. Sa tombe porte l'inscription : 
« Pier Angelo Fiorentino nato a Napoli il 18 marzo 1809 morto a Parigi il 31 maggio 1864
Esule dalla sua patria per aver voluto essa indipendente
Egli curò di conquistarne un'altra
Col lavoro e col talento
Francia che l'accolse lo ripone fra i migliori scrittori
Però malgrado i suoi brillanti successi
non dimenticò mai la sua terra natale
e le richiese l'ultimo ricovero ».